# Aboncourt-sur-Seille
Aboncourt-sur-Seille är en kommun i departementet Moselle i regionen Grand Est (tidigare regionen Lorraine) i nordöstra Frankrike. Kommunen ligger i kantonen Château-Salins som tillhör arrondissementet Château-Salins. År 2022 hade Aboncourt-sur-Seille 66 invånare.

## Befolkningsutveckling
Antalet invånare i kommunen Aboncourt-sur-Seille
| Referens: INSEE |